# Arthur Knautz
Arthur Knautz (Daaden, 20 de março de 1911 - 6 de agosto de 1943) foi um handebolista de campo alemão, campeão olímpico.
Fez parte do elenco campeão olímpico de handebol de campo nas Olimpíadas de Berlim de 1936.